# Мариупольская улица (Москва)
Мариу́польская у́лица — улица в Юго-Восточном административном округе города Москвы на территории района Люблино. Расположена между Егорьевской улицей и проспектом 40 лет Октября, пересекает Люблинскую улицу.

## История
В составе города Люблино сначала называлась Деповский проезд. В 1964 году после присоединения к Москве проезд был объединён с улицей Маяковского (Люблино) и в целях устранения одноимённости объединённая улица получила современное название по городу Мариуполю (Украина), который в то время назывался Жданов.